# ワールド・トゥ・カム 彼女たちの夜明け
『ワールド・トゥ・カム 彼女たちの夜明け』（原題:The World to Come）は2020年に公開されたアメリカ合衆国のドラマ映画である。監督はモナ・ファストヴォールド、主演はヴァネッサ・カービーが務めた。本作はジム・シェパードが2017年に上梓した短編小説『The World to Come』を原作としている。
本作は日本国内で劇場公開されなかったが、2021年10月6日にデジタル配信が始まる予定である。

## 概略
19世紀半ばのニューヨーク州。アビゲイルは夫のダイアーと共に農場を営んでいたが、彼女にとって田舎暮らしは退屈そのもので、内気に過ぎるダイアーとの生活も味気ないものでしかなかった。ある年の春、近所に1組（タリーとフィニー）の夫婦が引っ越してきた。タリーは自由な生き方を志向しており、嫉妬深い夫に配慮しなければならない生活に内心うんざりしていた。愛や刺激に飢えていた2人は急速に惹かれ合っていくが、その恋は悲劇的な結末を迎えてしまう。

## キャスト
- タリー：ヴァネッサ・カービー
- アビゲイル：キャサリン・ウォーターストン
- フィニー：クリストファー・アボット
- ダイアー：ケイシー・アフレック

## 製作
2019年2月7日、ケイシー・アフレック、ヴァネッサ・カービー、キャサリン・ウォーターストン、ジェシー・プレモンスの起用が発表された（後にプレモンスは降板することになり、クリストファー・アボットが代役を務めることになった）。
本作の主要撮影はルーマニアのトランシルバニアで行われた。四季の移り変わりをストーリーに盛り込んでいたため、撮影は2019年8月と11月の2回に分けて行われた。

## 公開・マーケティング
2020年9月6日、本作は第77回ヴェネツィア国際映画祭でプレミア上映され、クィア獅子賞を受賞した。17日、ブリーカー・ストリートが本作の全米配給権を獲得したとの報道があった。2021年1月15日、本作のオフィシャル・トレイラーが公開された。2月3日、サンダンス映画祭で本作の上映が行われた。

## 評価
本作は批評家から高く評価されている。映画批評集積サイトのRotten Tomatoesには45件のレビューがあり、批評家支持率は84%、平均点は10点満点で7.2点となっている。サイト側による批評家の見解の要約は「禁断の愛を描いた歴史ドラマが好きな人にとって、『ワールド・トゥ・カム 彼女たちの夜明け』は毎度おなじみの要素で構成された作品だろう。しかし、卓越したキャスト陣のお陰で、同作は新鮮な作品に仕上がっている。」となっている。また、Metacriticには10件のレビューがあり、加重平均値は85/100となっている。